# Klentnice
Klentnice é uma comuna checa localizada na região de Morávia do Sul, distrito de Břeclav‎.

## Desenvolvimento de população
| Ano do Censo | População | Divisão | Divisão | Divisão |
| Ano          | População | Alemães | Checos  | outros  |
| 1793         | 405       | -       | -       | -       |
| 1836         | 437       | -       | -       | -       |
| 1869         | 434       | -       | -       | -       |
| 1880         | 494       | 494     | 0       | 0       |
| 1890         | 446       | 436     | 8       | 2       |
| 1900         | 525       | 523     | 2       | 0       |
| 1910         | 609       | 607     | 2       | 0       |
| 1921         | 630       | 615     | 2       | 13      |
| 1930         | 556       | 552     | 0       | 4       |